# 愛知万博の閉会式
愛知万博の閉会式（Expo 2005 Closing Ceremony）とは、2005年日本国際博覧会「愛・地球博」の閉会式である。

## 概要
愛・地球博の閉会式は会期最終日の9月25日に長久手会場のEXPOドームで行われた。
- 司会: 柿沼郭NHKアナウンサー（当時）
- 演奏: EXPOスーパージャパンオーケストラ
- 指揮: 川本統脩
- 合唱: 名古屋少年少女合唱団
- 中継: NHK総合テレビ
- テレビ中継実況: 石井麻由子

## 式典
午後1時53分、皇太子徳仁親王博覧会協会名誉総裁（当時）が臨場。中村利雄協会事務総長が開式の辞を述べ、陸上自衛隊第10音楽隊によるファンファーレを演奏し、国歌斉唱のちに国旗掲揚。
豊田章一郎協会会長、神田真秋愛知県知事、小泉純一郎内閣総理大臣（いずれも当時）が挨拶。その後、博覧会国際事務局(BIE)の呉建民議長が祝辞を述べ、皇太子が閉会の挨拶を行った。
続けてBIE旗の引継を行い、認定博におけるBIE旗が2008年開催のサラゴサ国際博覧会の開催地スペイン・サラゴサ市のホァン・アルベルト・ベジョック市長に、登録博におけるBIE旗の引継は掲揚台にあるBIE旗を降ろし、豊田会長から、呉BIE議長、ロセルタレス事務総長に返還。そして、2010年開催の上海国際博覧会の開催地中国・上海市の周禹鵬副市長に引き継いだ。

## アトラクション
アトラクションでは家族をテーマに、松浦亜弥、竹下景子日本館総館長、神木隆之介をゲストとして招いた。同博覧会を振り返り、博覧会に参加した各国・企業パビリオン・フレンドシップ事業パートナーに参加した子供たちが登場し、竹下、神木が愛・地球メッセージを読み上げた。その後、「Friends Love Believing～EXPO2005」（作詞:湯川れい子、作曲・指揮:服部克久）を松浦亜弥をメインに場内全員で合唱し、中村事務総長が閉式の辞を述べ、終了した。